# James McPherson
James Quar (Jim) McPherson jr. (Kilmarnock, 13 april 1891 – Newcastle upon Tyne, 12 augustus 1960) was een Schots voetbaltrainer. Hij was onder meer in Nederland actief als betaald oefenmeester van SBV Vitesse en HRC, maar ook daarbuiten als trainer van FC Bayern München, VfB Leipzig en Newcastle United. Ook was hij werkzaam als bondscoach van Noorwegen tijdens de Olympische Spelen van 1920.
Als speler kwam hij als amateur uit voor Newcastle United. Zijn vader James en broer Robert waren ook trainers.

## Trainersloopbaan
Tijdens de Olympische Spelen van 1920 in Antwerpen had McPherson de Noorse ploeg onder zijn hoede.
In 1924 contracteerde FC Bayern München James McPherson. Onder zijn leiding begonnen de spelers van het eerste elftal op semiprofs te lijken en ontvingen een vergoeding voor wedstrijden. In 1926 won het team van Mc Pherson de districtscompetitie van Beieren en vlak daarna leidde hij Bayern naar het eerste Zuid-Duitse kampioenschap. Hierdoor speelde Bayern voor de eerste keer in de finalerondes voor de Duits voetbalkampioenschap. In de achtste finale werd Bayern echter verslagen door Fortuna Leipzig.
In 1928 werd hij aangesteld als hoofdtrainer van HRC, als opvolger van John Leavey. Met HRC behaalde hij in 1928/29 een tweede plaats in de Tweede klasse, destijds het tweede niveau van het Nederlands voetbal, met drie punten verschil achter AVV Zeeburgia.
In 1930 volgde hij zijn vader James McPherson sr. op als trainer van Newcastle United FC. Met The Magpies won hij in 1932 het FA Cup-toernooi, dat ze in de finale met 2-1 wonnen van Arsenal.

## Erelijst

### Als trainer
- Kampioen Beieren: 1926 (FC Bayern München)
- Kampioen Zuid-Duitsland: 1926 (FC Bayern München)
- Vicekampioen tweede klasse: 1929 (HRC)
- Winnaar FA Cup: 1932 (Newcastle United FC)